# Signos más y menos

Signos más y menos

Los signos más (+) y menos (−) se utilizan para identificar números positivos o negativos respectivamente. Además son los que representan la adición y la sustracción.
Las palabras más y menos proceden de los términos latinos magis y minus.

## Historia
Aunque los signos son similares al alfabeto actual o a los números hindo‐arábicos, no son de gran antigüedad. Por ejemplo, los signos de adición y sustracción de los jeroglíficos egipcios eran similares a dos piernas. El símbolo al revés indicaba sustracción:
| D54 | o | D55 |

| D54 | o | D55 |

Por otro lado, durante el siglo XV eran utilizados en Europa las letras P y M (por los términos en latín plus y minus).
Los inicios de los símbolos actuales provienen, al parecer, del libro Behende und hüpscheenung auff allen Kauffmanschafft (Aritmética Mercantil) escrito por Johannes Widmann en 1489, utilizado para indicar excesos y déficit, aunque de acuerdo al sitio web Earliest Uses of Various Mathematical Symbols (Los usos más tempranos de varios símbolos matemáticos, en inglés), un libro publicado en 1518 por Henricus Grammateus usaría por primera vez los signos + y −.
+ es una simplificación del latín «et» (comparable con &), mientras se cree que «−» proviene de la tilde que era escrita sobre la letra m al utilizar muchas veces este símbolo para indicar sustracción.
Robert Recorde, el creador del signo igual, introdujo los signos más y menos en Inglaterra (1517) por medio de su libro The Whetstone of Witte, donde escribió:
«Hay otros dos signos que pueden ser usados: “+”, utilizado en la adición, y “−”, ocupado en la sustracción»

## Signo más
El signo puede ser utilizado en muchas operaciones matemáticas. Dependiendo del sistema en el que sea utilizado, se representa de una manera o de otra, y ya es otro signo. Por otra parte, el uso del símbolo de suma se ha ampliado a muchos otros usos (más allá de simbolizar la operación de suma en el conjunto de los números naturales o el anillo de los números enteros):
- Disyunción exclusiva (escrita usualmente como ⊕): 1 + 1=2, 1 + 0 = 1, 1 + 0 = 1, 0 + 0 = 0
- Disyunción lógica (escrita usualmente como ∨): 1 + 1 = 1, 1 + 0 = 1, 1 + 0 = 1, 0 + 0 = 0
- Conjunción lógica (escrita usualmente como ∧, corresponde a la multiplicación): 1 × 1 = 1, 1 × 0 = 0, 1 × 0 = 0, 0 × 0 = 0
- Concatenación de cadenas de caracteres (escrita usualmente como || o &)

### Signo más alternativo
Una tradición judía que data de al menos el siglo XIX es escribir el signo más usando el símbolo «﬩». Esta práctica fue adoptada en las escuelas de Israel y aún es común en las escuelas primarias (incluyendo las seculares) pero en pocas escuelas de nivel secundario. También es usado ocasionalmente en libros de autores religiosos, pero la mayor parte de los libros para adultos usan el símbolo internacional «+». La razón para esta práctica es evitar escribir el símbolo «+» que se parece a la cruz cristiana. Unicode tiene este símbolo en la posición U+FB29 ﬩ HEBREW LETTER ALTERNATIVE PLUS SIGN.

## Signo menos
El signo menos, − tiene tres usos principales en matemáticas:
- El operador de sustracción: un operador binario para indicar la operación de sustracción, en como 5 − 3 = 2. La resta es la operación inversa a la suma.[5]
- Función cuyo valor para cualquier argumento real o complejo es el opuesto de ese argumento. Por ejemplo, si x = 3, entonces −x = −3, pero si x = −3, entonces −x = +3. Del mismo modo, −(−x) = x.
- Prefijo de una constante numérica. Cuando se coloca inmediatamente antes de un número sin signo, la combinación nombra un número negativo, el opuesto del número positivo que el número nombraría. En este uso, «−5» nombra un número de la misma manera que «semicírculo» nombra una figura geométrica, con la advertencia de que «semi» no tiene un uso separado como nombre de función.

En muchos contextos, no importa si se trata del segundo o del tercer uso: −5 es el mismo número. Cuando es importante distinguirlos, a veces se utiliza el signo menos ¯ en relieve para las constantes negativas, como en la educación primaria, el lenguaje de programación APL y algunas de las primeras calculadoras gráficas.
Los tres usos pueden denominarse «menos» en el habla cotidiana. Sin embargo, el operador binario se lee a veces como «quitar» o «extraer». Actualmente, −5 (por ejemplo) se denomina generalmente «cinco negativo», aunque los hablantes nacidos antes de 1950 suelen referirse a él como «menos cinco». (Las temperaturas tienden a seguir el uso más antiguo; −5° se suele llamar «menos cinco grados»). Además, algunos libros de texto en animan a leer −x como «el opuesto de x» o «el inverso aditivo de x», para evitar dar la impresión de que −x es necesariamente negativo (ya que x puede ser negativo).
En matemáticas y en la mayoría de los lenguajes de programación, las reglas para el orden de las operaciones significan que −5² es igual a −25: la potenciación se vincula más fuertemente que el menos unario, que se vincula más fuertemente que la multiplicación o la división. Sin embargo, en algunos lenguajes de programación —Microsoft Excel en particular—, los operadores unarios son los que más se unen, por lo que en esos casos: −5^2 es 25, pero 0−5^2 es −25.
Nota: El signo menos (−) no debe ser confundido con el guion (‐), que es más pequeño, ni con la raya (—), que es más grande. Tampoco con la semirraya (–).
| Nombre             | Símbolo |
| ------------------ | ------- |
| Guion              | ‐       |
| Signo menos        | −       |
| Semirraya          | –       |
| Raya o guion largo | —       |

### Escritura en informática (copiar y pegar)
| Signo menos | − |

## Uso en la educación primaria
Algunos profesores de primaria utilizan los signos más y menos delante de los números para indicar que son números positivos o negativos. Por ejemplo, restar −5 de 3 podría leerse como «tres positivos quitan cinco negativos» y mostrarse como:
3 − −5 se convierte en 3 + 5 = 8:
o incluso como:
+3 − −5 se convierte en +3 + +5 = +8